# Puma concolor cabrerae
Puma concolor cabrerae — подвид пумы. Обитает в западной и центральной Аргентине. Весит от 32 до 82 кг. В национальном парке Сан-Гийермо 80 % их диеты составляют викуньи, 11 % — грызуны и 9 % зайцы, они также охотятся на гуанако. Андские кондоры преследуют этих пум и отбивают у них добычу, поэтому Puma concolor cabrerae приходится убивать на 50 % больше добычи, чем североамериканским пумам.